# 曾智明
曾智明，BBS，JP（1966年11月— ）漢族，廣東梅縣人，客家人，曾憲梓的三兒子，中华人民共和国政治人物、第十三届全国政协委员。
在父親辭世后担任金利來集团有限公司主席兼行政总裁。2007年，当选第十一届全国政协委员，代表中华全国青年联合会，分入第十六组。并担任社会和法制委员会专委。2018年1月，当选第十三届全国政协委员，第十屆香港廣東社團總會常務副主席。

## 人物经历
- 1989年加入金利来(远东)有限公司，负责欧洲各地服装服饰采购工作。
- 1990年专责台湾业务。
- 1991年起专责北京及国内各地业务
- 1992年参与集团公司于香港联合交易所上市的主要工作。
- 1995年出任金利来(远东)有限公司总经理
- 2001年出任金利来集团有限公司执行董事
- 2003年起出任金利来集团有限公司副主席
- 2005年获集团任命为行政总裁，专责集团服装、服饰及地产总体发展业务。
- 2017年8月任广东省工商联副主席。第十三届全国政协港澳台侨委员会委员。

## 家庭

#### 父親
曾憲梓

#### 兄
- 曾智謀
- 曾智雄

#### 前妻
黎瑞恩（2002年12月18日結婚，2014年6月離婚）

#### 兒女
- 長女：曾凱栭
- 次子：曾浩儒